# Concha Pérez Collado
Concha Pérez Collado (Barcelona, 17 de octubre de 1915-ibidem, 17 de abril de 2014) fue una anarquista española. Colaboró con la Confederación Nacional del Trabajo (CNT) y más tarde con la Confederación General del Trabajo (CGT). Participó en actividades anarquistas desde los diecisiete años y formó parte de un grupo armado preparado para enfrentarse a las fuerzas nacionalistas cuando empezó la Guerra civil española en julio de 1936. Luchó en Barcelona y Aragón antes de acabar en un campamento de refugiados francés, donde nació su único hijo.
Pérez Collado regresó a Francia en torno a 1942, donde  perdió y recuperó la custodia de su hijo. Pérez Collado volvió a relacionarse con Maurici Palau, y la pareja abrió una tienda de ropa interior y joyería, donde se celebraban reuniones anarquistas. Tras la muerte de Franco, participó más abiertamente en eventos de organización locales y continuó sus actividades anarquistas. Pérez Collado murió el 17 de abril de 2014 en Barcelona, siendo una de  las últimas milicianas que lucharon en la Guerra Civil en morir.

## Biografía

### Juventud
Pérez Collado nació el 17 de octubre de 1915 en Les Corts, Barcelona. Su padre, Juan Pérez Güell, tuvo seis hijos con dos mujeres diferentes, y Pérez fue la tercera. Su madre murió a raíz de una tuberculosiscuando ella tenía 2 años. Pérez Güell fue un anarquista que pasó tiempo en prisión por sus creencias políticas. De niña, Pérez Collado no pudo asistir a la escuela. A principios de su adolescencia, comenzó a trabajar en un taller de artes gráficas. Con 16 años, dejó su trabajo y empezó a colaborar el Ateneo Libertario Faro y el Ateneo Agrupación Humanidad.
Pérez Collado fue anarquista y se unió a la Federación Anarquista Ibérica (FAI) en 1932. Al año siguiente participó en una protesta delante de una fábrica, donde se le arrestó junto con su compañero por llevar un arma oculta. Más adelante, tras salir de la cárcel, trabajó en una carpintería.Mantuvo este trabajo hasta el estallido de la Guerra Civil.

### Guerra civil
Cuándo empezó la Guerra civil en julio de 1936, Pérez Collado ya tenía acceso a armas y estaba preparada para dirigirse al frente.Como miembro de un grupo anarquista que se preparaba para lo que consideraban una revuelta militar inevitable, se entrenó con armas en previsión del conflicto.
En los primeros días de la guerra, Pérez Collado formó parte de Los Aguiluchos de Les Corts, un grupo de 100 soldados armados de su barrio de Barcelona. Solo siete de ellos eran mujeres. Poco después del inicio de la guerra, Pérez Collado formó parte de un grupo que atacó la Cárcel Modelo con el objetivo de liberar prisioneros políticos. Posteriormente, entró en un grupo que ocupó un convento.También ayudó a crear barricadas en su barrio de Barcelona. Junto con otros anarquistas, montó en la parte posterior de una camioneta cubierta con un colchón y cuatro armas entre ellos. Fueron al Cuartel de Pedralbes, lucharon allí y consiguieron un pequeño arsenal. Tras esto, su grupo fue a Caspe en el Frente de Aragón. Una vez en Caspe, se unió a la columna Ortiz y fue con su nueva unidad a Azaida. La unidad permaneció en Azaida hasta que se movilizaron para el ataque en Belchite el 24 de agosto de 1936.Se quedó en el frente de Aragón durante otros cuatro meses y partió después a Huesca. En diciembre entró a formar parte de un grupo de milicianas que luchó en el sector de Tardienta. Las mujeres fueron finalmente retiradas del frente a finales de año, y ella volvió a Barcelona a trabajar en una fábrica de municiones.
Volvió en mayo de 1937, donde Pérez Collado fue capturada y herida mientras patrullaba la zona junto a la Plaza de Cataluña. El fragmento de metal alojado en su pierna se quedaría en su cuerpo durante varios años. Se dirigió a la frontera en diciembre de 1938 cuando cayó Barcelona.Acabó en el campamento de refugiados de Argelès, donde colaboró como enfermera voluntaria.Mientras estaba allí, conoció al médico socialista de Madrid Isidoro Alonso y tuvo una relación con él.Los dos serían padres del único hijo de Pérez Collado, un niño que nació en Marsella.

### Tras la guerra
En septiembre de 1942, Pérez Collado regresó a Barcelona, donde perdió la custodia de su hijo, porque el Estado determinó que no le proporcionaba los cuidados adecuados.Encontró trabajo como empleada doméstica con una familia judía, que le ayudó a recuperar la custodia de su hijo al demostrar que tenía suficiente dinero para criarlo.
Durante su estancia en Barcelona, Pérez Collado volvió a relacionarse con  Maurici Palau, que había sido su amante en el pasado y acababa de ser liberado de una condena de 4 años. La pareja abrió una tienda de ropa interior y joyería en el Mercado de Sant Antoni. La tienda fue también un lugar de encuentro para anarquistas. Durante este tiempo, siguió siendo militante de la CNT. Después de la Guerra Civil, fue muy activa en la CGT. Y tras la muerte de Franco en 1975, participó en las asociaciones locales de su barrio.
De 1982 a 1984, Pérez Collado participó en una serie de entrevistas con Nick Rider sobre el anarquismo en España durante la década de 1930. Mujeres del 36 se creó en 1997, con Pérez Collado como una de sus fundadoras.
Pérez Collado murió el 17 de abril de 2014 en Barcelona. Su muerte a la edad de 98 años en 2014 marcó el final de una era, ya que fue una de las últimas milicianas españolas de la Guerra Civil.

## Asociación Mujeres del 36
Artículo principal: Asociación Mujeres del 36

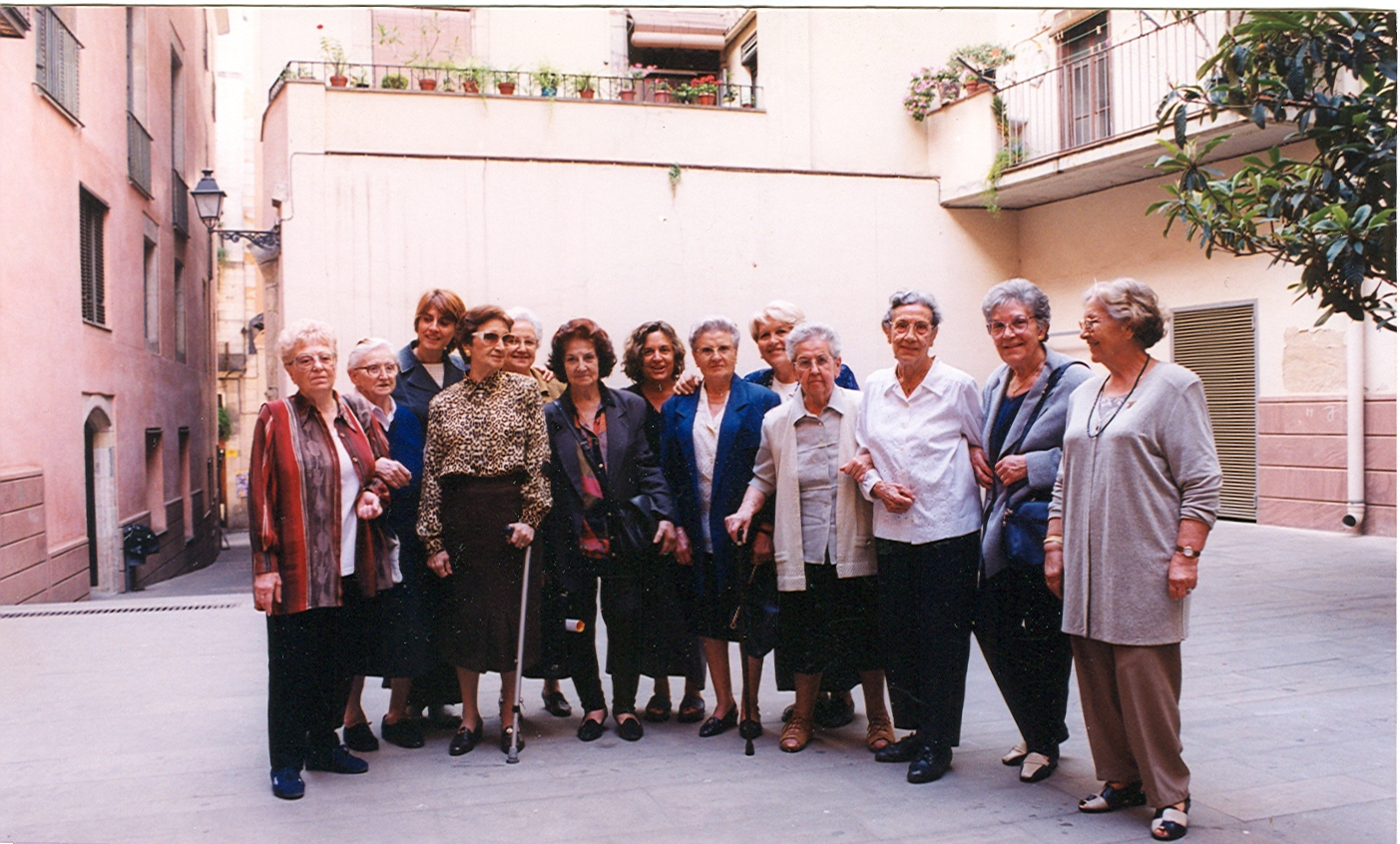
Las mujeres del 36

En 1997, Pérez Collado junto a un grupo de mujeres mayores de 80 años, constituyeron la asociación “Mujeres del 36” con el fin de recordar a las nuevas generaciones que los avances políticos y sociales de los que hoy disfruta la mujer datan de una lucha que se hace patente en 1931 con el advenimiento de la República. Y asimismo, para intentar que la historia no caiga en el olvido. Durante los diez años que duró la asociación, llevaron a cabo 179 charlas en institutos, 35 en universidades, 185 entrevistas personales, además de intervenciones en programas de radio, documentales etc.
La asociación se disolvió en el año 2006 dada la edad de las asociadas.

### El fondo oral
Artículo principal: Fondo oral Mujeres del 36
El testimonio oral de Pérez Collado fue recogido, junto con el de ocho mujeres más, por la historiadora Mercedes Vilanova y la antropóloga Mercedes Fernández Martorell. El material fue donado, en 1997, al Archivo Histórico de la Ciudad de Barcelona y, desde entonces, es una de las colecciones que se conservan y puede ser consultadas en la sección Fondo oral, concretamente es la colección Fondo oral Mujeres del 36.

## Legado
Los miembros del colectivo que crearon una biblioteca en el centro social del movimiento okupa local l'Entrebanc tras la muerte de Pérez Collado decidieron llamar al proyecto Biblioteca Social Conxa Pérez como un tributo a su vida.
Su testimonio forma parte del libro Nosotras que perdimos la paz, (2005) de Llum Quiñonero.